# Doble Bragado de 2013
La 78ª edición de la Doble Bragado se disputó desde el 2 hasta el 10 de febrero de 2013, constó de 1 prólogo y 8 etapas de las cuales una fue contrarreloj individual con una distancia total acumulada de 1.373 kilómetros, siendo en hasta la actualidad la edición más larga de la historia.
El ganador fue Fernando Antogna del equipo Municipalidad de 3 de Febrero, quien se impuso por primera vez en la clasificación general, fue escoltado en el podio por Sebastián Cancio del Bragado Cicles Club y en tercer lugar fue Juan Pablo Dotti perteneciente al equipo Ciudad de Bolívar.

## Ciclistas participantes
Participaron 99 ciclistas, distribuidos en 11 equipos integrados por 9 corredores cada uno y finalizaron 73 ciclistas.

#### Equipos
| Ciudad de Bolívar | Municipalidad de 3 de Febrero | Buenos Aires La Provincia |
| - 1. Juan Pablo Dotti - 2. Luciano Antonio Montivero - 3. Sergio Ángel Montivero - 4. Fernando Raúl Escuela - 5. Franco Germán López - 6. Héctor Maximiliano Lucero - 7. Daniel Eduardo Zamora - 8. Alejandro Quilci - 9. Facundo Fernández    | - 11. Ángel Darío Colla - 12. Matias Ismael Torres - 13. Braian Fenocchio* - 14. Guillermo Brunetta - 15. José Fernando Antogna - 16. Mariano Ariel Taddeo - 17. Diego Javier Langoni - 18. Cristian Manuel Ranquehue - 19. Cristian Omar Clavero                   | - 21. Andrés Ignacio Pereyra - 22. Juan Martin Ferrari - 23. Lucas Manuel Gaday Orozoco* - 24. Julián Paulo Gaday Orozoco* - 25. Claudio Marcelo Arone - 26. Federico Pagani - 27. Sebastián José Tolosa - 28. Angelo Ciccone - 29. Favio Massotti |
| Municipalidad de Chivilvoy | Italomat-Dogo-Orbai | Sindicato Televisión- 25 de Mayo |
| - 31. Adrián Silvio Gariboldi - 32. Raúl Alejandro Turano - 33. Mario Jesús Patalagoytia - 34. Leonardo López - 35. Pablo González - 36. Wenceslao Roberto Olivo* - 37. Román José Mastrangelo - 38. Facundo Varela - 39. Elías Damian Pereyra | - 41. Walter Gastón Trillini* - 42. Sebastián Maximiliano Trillini* - 43. Darío Gastón Oliva - 44. Juan Manuel Gómez* - 45. Cristian Rodolfo León - 46. Nicolás Alejandro Benavides - 47. Martin Hernández - 48. David Leonel Beguiristain* - 49. Juan Darío Merlos | - 51. Juan Telmo Fernández - 52. Jorge Sosa - 53. Franco Eric Lopardo - 54. Lucas Lopardo - 55. Pablo Alfredo Brun - 56. Sebastián Hugo Medina - 57. Pablo Martín De La Barrera - 58. Matias Emanuel Santos* - 59. Pablo Antonio Sosa              |
| Bragado Cicles Club | Agrícola Noroeste | Nor Patagónico |
| - 61. Aldo Norberto Exposito - 62. Facundo Lezica* - 63. Mariano Rodríguez* - 64. Nicolás Milansi* - 65. Franco Damian Martins* - 66. Lucas Soldá* - 67. Sebastián Cancio - 68. Gerardo Luis Fernández - 69. Ariel Alejandro Sivori*           | - 71. Alfredo Enrique Chinquini - 72. Mauricio Jorge Prato - 73. Miguel Ángel Montes - 74. Mauricio Falce - 75. Martín Adrián Ercila - 76. Luciano Marcantonio - 77. Federico Marcelo Ojeda* - 78. Fabio Alberto Cianci - 79. Diego Bacalusso                       | - 81. Omar Azzem* - 82. Juan Melivillo - 83. Aníbal Javier Romero - 84. Federico José Ortega* - 85. Mariano Emanuel Federico - 86. Marcos León - 87. Mariano Gladich - 88. Fernando Cuadroz - 89. Gabriel Gutiérrez*                               |
| Ciudad de Junín | Municipalidad de Mercedes | |
| - 91. Lionel Biondo - 92. Leandro Mignacco - 93. Braian Rosada - 94. Joaquín Cruz Garmendia Alo - 95. Walter Andrés Gavazza - 96. Matias Lara - 97. Ramón Osvaldo Daddiego - 98. Adrián Bozzini* - 99. Orlando José Zabala                     | - 101. Jorge Andrés Fidalgo - 102. Rubén Oscar Giachino - 103. Guillermo José Mulvihill - 104. Leonel Svilivich - 105. Pablo Miguel Lucas Ciancio - 106. Gastón Vázquez - 107. Alejandro Carlos Blanco - 108. Ángel Iván Rodríguez - 109. José Luis Morales         | |

## Etapas
| Etapa   | Fecha         | Recorrido                    | km      | Ganador          | Líder            |
| Prólogo | 2 de febrero  | Tigre                        | 40      | Cristian Clavero | Cristian Clavero |
| 1ª      | 3 de febrero  | Caseros - Mercedes           | 133     | Fernando Antogna | Fernando Antogna |
| 2ª      | 4 de febrero  | Mercedes - Pergamino         | 207     | Héctor Lucero    | Cristian Clavero |
| 3ª      | 5 de febrero  | Circuito en Pergamino        | 133     | Cristian Clavero | Cristian Clavero |
| 4ª      | 6 de febrero  | Pergamino - Chivilcoy        | 172     | Cristian Clavero | Cristian Clavero |
| 5ª      | 7 de febrero  | Chivilcoy - 9 de Julio       | 180     | Fernando Antogna | Fernando Antogna |
| 6ª      | 8 de febrero  | 9 de Julio - Bragado         | 172     | Darío Oliva      | Fernando Antogna |
| 7ª A    | 9 de febrero  | Bragado                      | 17(CRI) | Fernando Antogna | Fernando Antogna |
| 7ª B    | 9 de febrero  | Circuito en Bragado          | 106     | Cristian Clavero | Fernando Antogna |
| 8ª      | 10 de febrero | Bragado - Avenida 9 de Julio | 213     | Cristian Clavero | Fernando Antogna |

## Clasificación final
| Posición | Ciclista           | Equipo                        | Tiempo      |
| -------- | ------------------ | ----------------------------- | ----------- |
|          | Fernando Antogna   | Municipalidad de 3 de Febrero | 26 h 06'30" |
| 2        | Sebastián Cancio   | Bragado Cicles Club           | + 33"       |
| 3        | Juan Pablo Dotti   | Ciudad de Bolívar             | + 1'51"     |
| 4        | Cristian Clavero   | Municipalidad de 3 de Febrero | + 2'10"     |
| 5        | Gastón Trillini    | Italomat-Dogo-Orbai           | + 2'43"     |
| 6        | Daniel Zamora      | Ciudad de Bolívar             | + 2'43"     |
| 7        | Ignacio Pereyra    | Buenos Aires La Provincia     | + 2'43"     |
| 8        | Cristian Ranquehue | Municipalidad de 3 de Febrero | + 3'02"     |
| 9        | Román Mastrangelo  | Municipalidad de Chivilcoy    | + 3'06"     |
| 10       | Juan Melivillo     | Transporte Nor Patagónico     | + 3'21"     |